# Warszawka (obwód orenburski)
Warszawka (ros. Варшавка) – wieś w europejskiej części Rosji, w obwodzie orenburskim, w rejonie nowosiergijewskim.